# Гус (озеро, Орегон — Калифорния)
Гус (англ. Goose Lake) — содовое дождевое озеро на границе штатов Калифорния и Орегон (США). Около двух третей озера административно относятся к Калифорнии (округ Модок), оставшаяся треть — к Орегону (округ Лейк). Имея площадь 380 км², Гус занимает 3-ю строчку в списке самых больших озёр Калифорнии и 1-ю в аналогичном списке для Орегона.

## Описание
Озеро Гус, как и другие озёра Большого Бассейна, образовалось в эпоху плейстоцена и ныне поддерживает свой уровень в основном за счёт дождей. В озеро Гус с севера впадают маленькие речушки Дрюс-Крик и Томас-Крик, с востока — Уиллоу-Крик; во время высокой воды из озера с юга вытекают небольшие ручьи, впадающие в итоге в реку Пит (впервые это явление зафиксировано в 1868 году).
Озеро Гус расположено на высоте 1434 метра над уровнем моря. Оно вытянуто с севера на юг на 40 километров, максимальная ширина 15 километров. Несмотря на величину, озеро мелкое — максимальная глубина никогда не превышает 7,3 метров, нередки случаи практически полного пересыхания (в 1851, 1852, 1926, 1929—1934, 1992, 2009, и 2013—2015 годах). Площадь водосборного бассейна — 2800 км², длина береговой линии — 110 км.
Ближайший населённый пункт, городок Лейквью (Орегон), расположен в 11 километрах к северу от озера; со стороны Калифорнии ближайший город — Альтурас, находящийся в 29 километрах к югу. Вдоль восточного берега озера проходит автомагистраль US 395.
Озеро Гус находится в одноимённой долине одновременно на территории двух «национальных лесов»: северная часть относится к лесу Фремонт, южная — к лесу Модок.
С начала 1970-х годов до конца 1980-х Геологическая служба США причисляла озеро Гус к бассейну реки Сакраменто, однако позднее признала это озеро бессточным.
С середины апреля по середину октября по берегам озера функционируют туристические объекты. Доступны плавание на каноэ и каяках, охота, но не рыбалка, в связи с почти полным отсутствием рыбы. На озере в заметном количестве селятся западноамериканские поганки, американские кроншнепы, прямо на открытых туристических площадках живут чернохвостые олени.

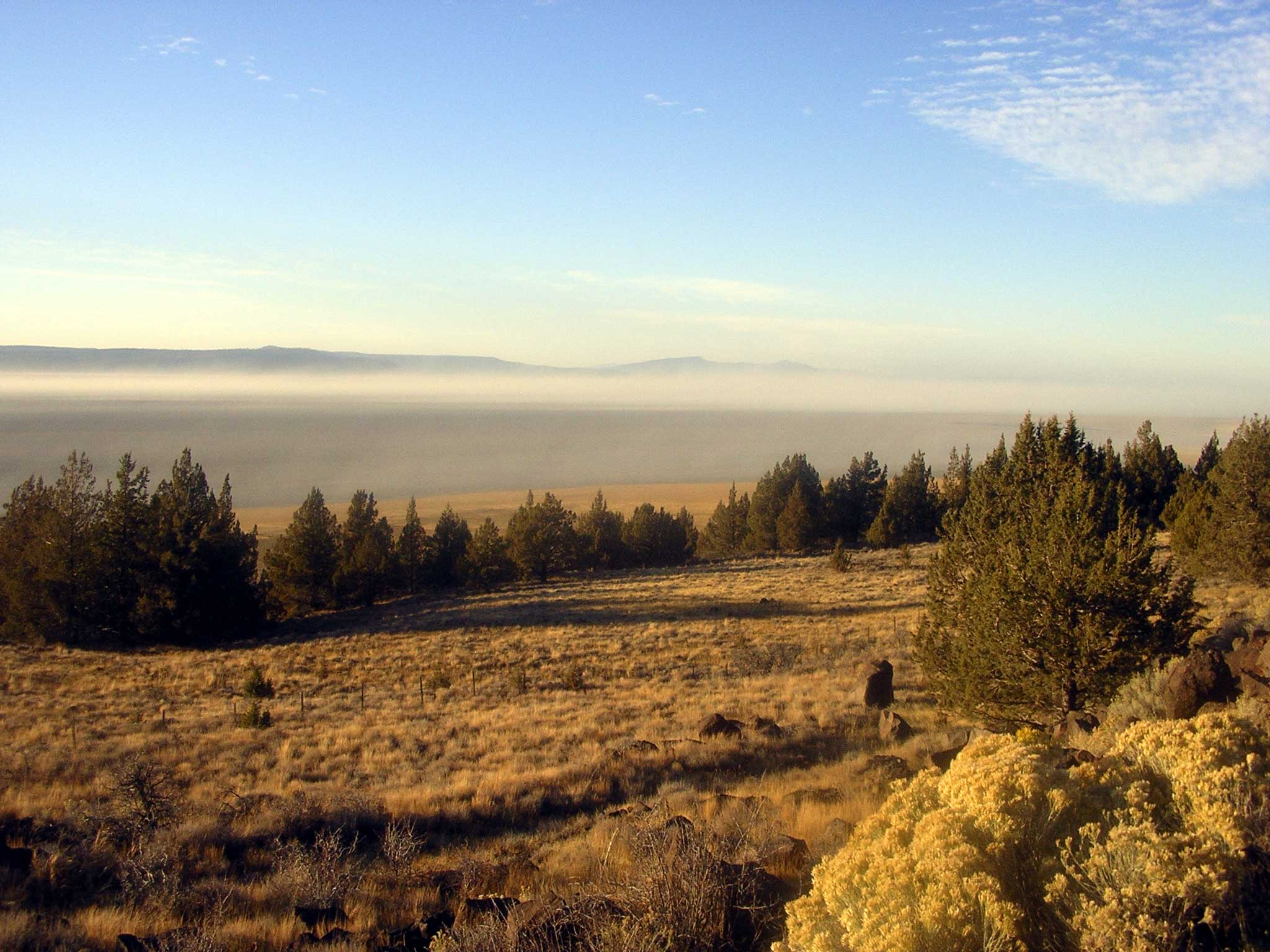
Соляной шторм над озером, ноябрь 2009.
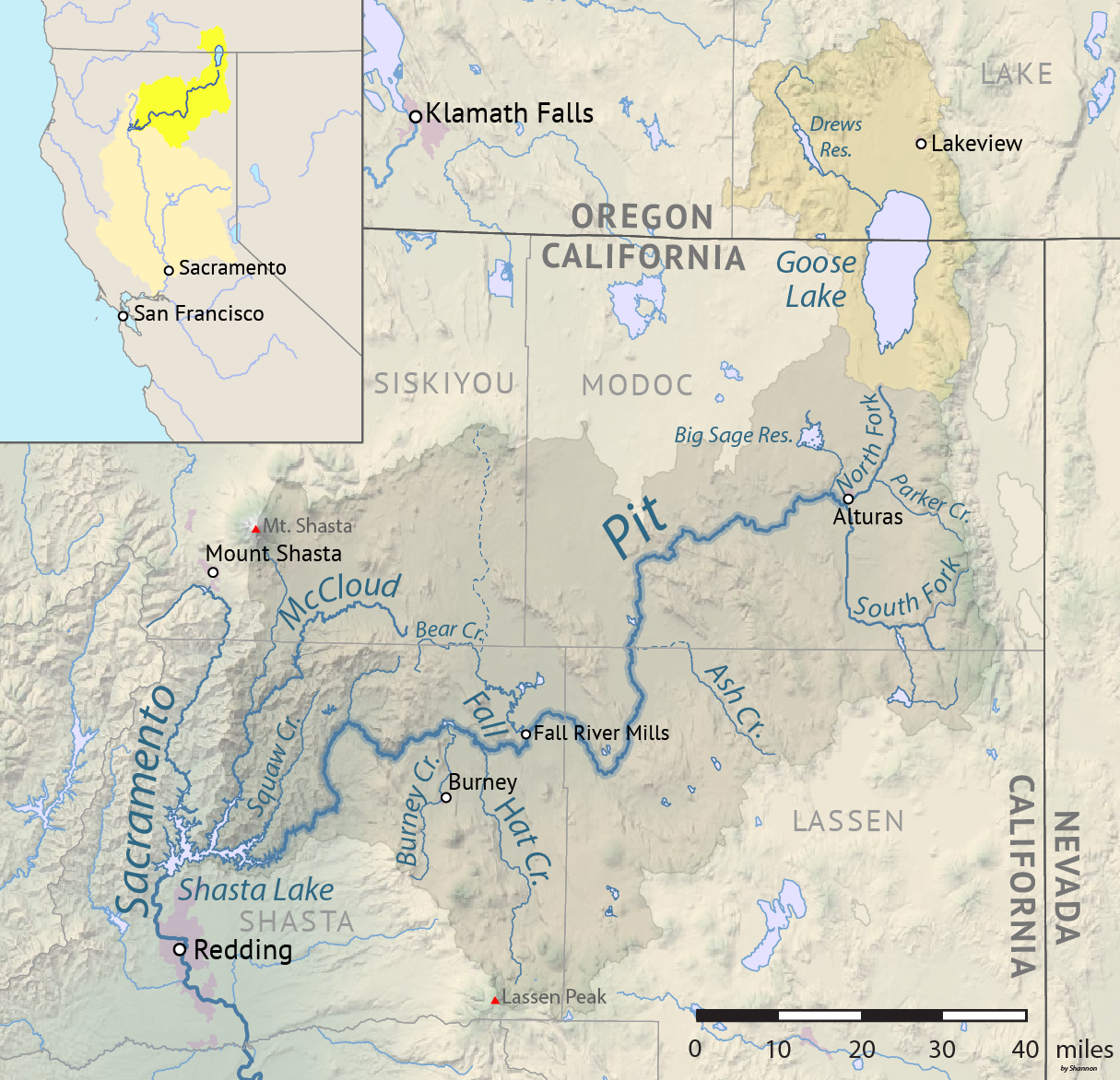
Бассейн реки Пит. Вытекающие из озера Гус ручьи отмечены пунктиром, т. к. бо́льшую часть времени озеро бессточно.
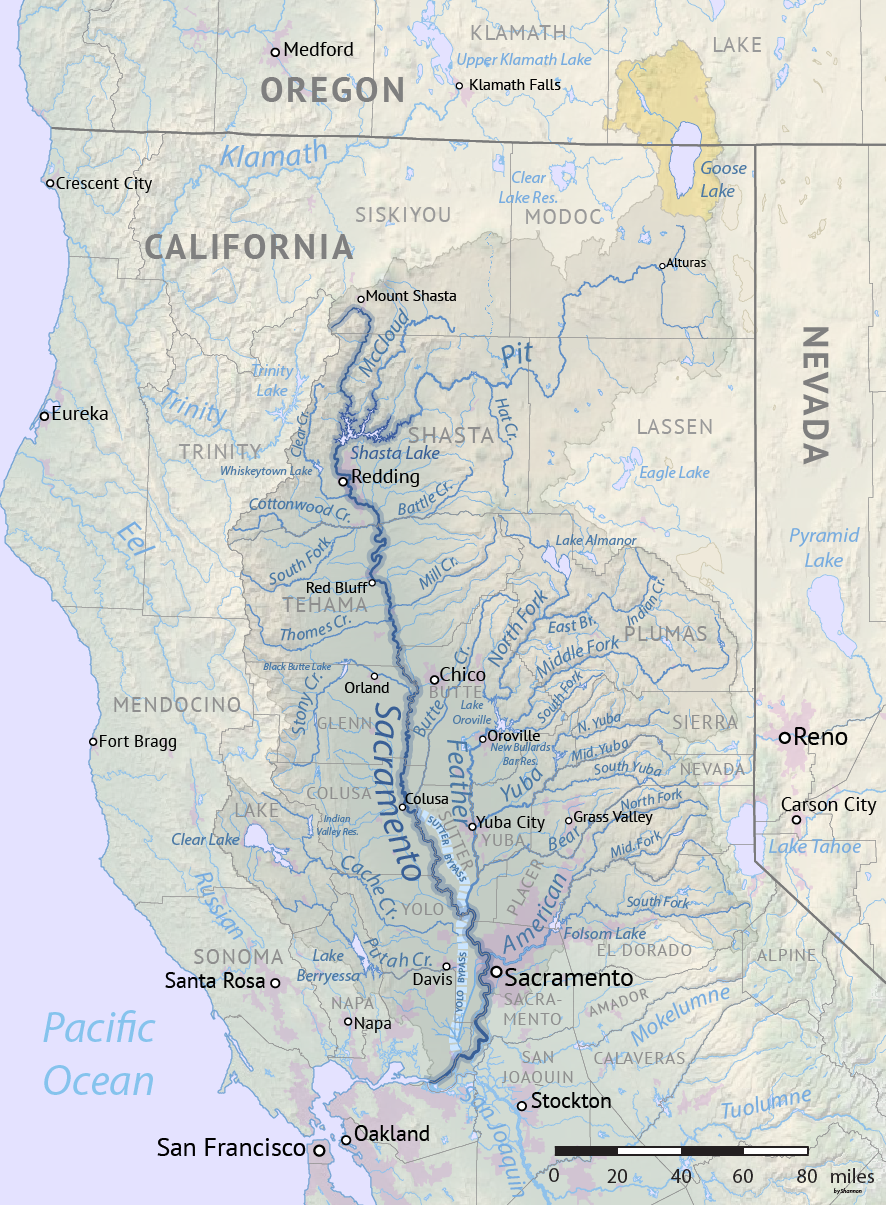
Бассейн реки Сакраменто. Вытекающие из озера Гус ручьи отмечены пунктиром, т. к. бо́льшую часть времени озеро бессточно.

## Комментарии
1. ↑  Буквально — «Гусиное озеро»